# Санкт-Петербургский центр подготовки спасателей
Пожарно-спасательный колледж «Санкт-Петербургский центр подготовки спасателей» — действующее образовательное учреждение среднего профессионального образования, ведущее подготовку по специальностям:
- Пожарная безопасность
- Защита в чрезвычайных ситуациях[2]
- Экологическая безопасность
- Право и организация социального обеспечения
- Контроль работы измерительных приборов
- Управление беспилотными летательными средствами

На базе колледжа ведётся обучение по дополнительной профессиональной подготовке пожарных, спасателей, сотрудников газовой службы и  граждан в области охраны труда. У центра есть собственные учебная пожрано-спасательная часть и аварийно-спасательный отряд.

## История центра
Образовательное учреждение было создано в 1970 году. Первоначально назвалось профессиональным училищем № 97. Училище осуществляло подготовку рабочих для Главзапстроя Ленинграда. С 1998 года училище стало готовить спасателей по экспериментальным учебным планам. Коллектив колледжа разработал стандарт регионального уровня по профессии "спасатель" в ноябре 2006 года. С 2007 года  колледж перешёл на подготовку специалистов со средним профессиональным образованием. Колледж подготавливает спасателей в рамках начальной образовательной программы.

## Перспективы развития центра
Расширение подготовки и переподготовки кадров пожарных и спасателей позволо удовлетворить потребности города в подобного рода специалистах. Создание учебного пожарно-спасательного формирования с выходом на круглосуточное дежурство всегда являлось  приоритетной задачей центра.

## Достижения колледжа
- В 2008 году колледж стал победителем в национальном проекте «Образование-2008».
- В 2009 году включен в Национальный реестр «Ведущие образовательные учреждения России-2009».
- В 2010 году в рамках «Компания года»[5].

### 2012—2013 год
- Команда Пожарно-спасательного колледжа заняла первое место в соревновании по пулевой стрельбе из малокалиберной винтовки среди образовательных учреждений г. Санкт-Петербурга, посвященном Дню снятия Блокады.
- 29 июня 2013 года студенты приняли участие в параде на Дворцовой площади, посвященному 210-летию Пожарной охраны Санкт-Петербурга. Участников наградили памятными медалями.